# 王孝英
王孝英（1899年8月26日—1990年5月），別號嬉圃，生于福建闽侯，中华民国教育家、政治人物。民國37年（1948年）在教育會婦女當選第一屆立法委員。
父王仁棠，字蔭莊，北洋水師學堂畢業，海籌軍艦槍炮副官，寶璧軍艦艦長，廣東虎門砲台幫統，海軍中校，廣東瓊山縣知縣，海軍部科長、海軍總司令部編譯處總編輯。

## 生平[2][3][4][5]
- 國立北京女子師範大學畢業

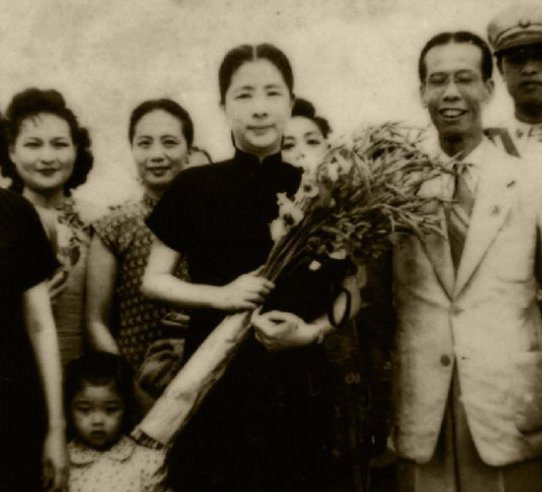
1948年，王孝英于广州启程赴南京。

- 北京第一中學教員、主持中國婦女參政協進會，籲請修正天壇憲法運動
- 福建省立女子師範學校、福建省立第一中學校、中國國民黨福州市黨部委員、福建省屏南縣縣長[6][7]
- 上海市立務本女子中學校、私立中國女子中學校、廣州市立第二中學校校長
- 上海前英租界工部局教育委員、上海市婦女會常委
- 國民政府交通部秘書、勞工教育組長、職工組訓會委員兼組主任
- 立法院立法委員
- 制憲國民大會代表
- 憲政實施委員會常務委員
- 廣東省臨時參議會參議員
- 戰時兒童保育會廣東分會主任

民国十八年（1929年）夏，与李大超在上海市结婚，由市长福证，1933年，王孝英出任立法院第三屆立法委员，民国二十四年（1935年）初，李大超返回广东任职，王孝英随其赴广州。抗日战争爆发后，王孝英在曲江黄田坝电政局附近创办了一所交通小学，兼办幼稚班。抗日战争胜利后复员广州，任广东省临时参议会议员。中华民国行宪后，1947年王孝英于教育团体当选第一届立法委员，并任广州市立第二中学校长。1948年，赴南京任制憲國民大會代表。民国三十九年（1950年），王孝英到台湾，民国七十九年（1990年）初办理退職。

## 家庭
- 丈夫：李大超
- 子：李建祥，国立台湾大学政治系肆业，后到美国加利福尼亚州州立旧金山大学国际政治经济系学习，毕业后入美国国防部任职，民国六十七年（1978年）受聘为中华民国国防部电讯发展室顾问。
  - 儿媳：李雪兰，美国籍
  - 长孙：李德森
  - 次孙：李德华[1]
  - 三孫：李德浦